# Исторический Иисус Христос
Представления об историческом Иису́се (др.-евр. יהושוע‬, Йехошуа) являются результатом реконструкции его личности и биографии на основе методов и данных исторической науки.
В высшей библейской критике подходы подразумевают критический анализ текстов Нового Завета с обязательным вычитанием сверхъестественного компонента (чудесное рождение, чудесные исцеления, воскрешение), а также с привлечением римских и иудейских источников того времени. Концепция исторического Иисуса нередко подвергается критике и противопоставляется как концепции догматического Иисуса (Иисус как Сын Божий и Второе Лицо Троицы), так и мифологического Иисуса (Иисус как вымышленный персонаж). Первым, кто начал поиски исторического Иисуса, был Герман Реймарус, далее этим занимались Эрнест Ренан и Альберт Швейцер. Историческая школа признаёт, что в основе образа Иисуса — историческая личность. Согласно этой школе, образ Иисуса развивался в направлении, противоположном тому, который предполагала мифологическая школа, — по мере роста числа последователей Иисуса имела место постепенная мифологизация, обожествление реальной личности.
В рамках научных и нехристианских теорий (например, в иудаизме — Иисус бен Пантира) предполагается, что Иисус был сыном плотника или внебрачным сыном, который родился и вырос в галилейском городе Назарете. Затем он стал учеником Иоанна Крестителя, а впоследствии начал самостоятельное служение в качестве духовного учителя (раввина) и лидера собственной религиозной организации, не покидая при этом рамок иудейского мира. Родным языком исторического Иисуса был арамейский.
Несмотря на мифологизацию образа Иисуса в христианских источниках, большинством современных учёных признаётся его историчность. Наиболее исторически достоверные из этих источников отражают быт, уклад жизни, социальную и политическую атмосферу подчинённой Римом Иудеи начала I века н. э. За вычетом мифических наслоений в этих источниках предстает правдоподобный образ рабби (учителя), идейно близкого к фарисеям, который был не чужд ессейского мистицизма и аскетизма. Деятельность исторического Иисуса развивалась на фоне антагонизма различных религиозных течений и мессианских движений мистико-политического характера, широко распространённых в период, который предшествовал разрушению Второго храма, и сыграли ведущую роль в дальнейшем развитии иудаизма. Иисус был одним из большого числа учителей-проповедников в Иудее своего времени, с которыми другие законоучители вели споры в стиле, характерном для Талмуда. Во время начала своего развития христианство не привлекло к себе большего внимания, чем иные еврейские течения, которые появлялись тогда в большом количестве. Вопреки евангелистам, современники не воспринимали жизнь и гибель Иисуса в качестве центральных событий мировой истории.

## Историография
«Исторический Иисус» — понятие, которым в западной науке обозначают реконструкцию Иисуса с помощью современных исторических методов. Историки изучают библейские тексты, исторические источники и археологические данные в попытке реконструировать жизнь Иисуса в его историческом и культурном контексте. «Исторический Иисус» — это некая историческая личность, которую необходимо понять в контексте её собственной жизни в Римской Иудее I века, а не христианской доктрины последующих веков.
Выдвигаются следующие аргументы историчности Иисуса: все самые ранние свидетельства об нём предполагают его реальность — не только канонические Евангелия, но и в более ранний источник Q представляли его в качестве реального лица; отсутствуют свидетельства, что ранние противники христианства считали Иисуса вымышленным; об нём как об исторической личности писали Тацит и Иосиф Флавий; многие древние предания об Иисусе Христе убедительно относятся не к мистериальным религиям, а к иудаизму, и некоторые евангельские предания об Иисусе рассматриваются в качестве переводов с семитского оригинала.
Библеист Маркус Бокмюль писал в «The Cambridge Companion to Jesus»: «Надуманные теории о том, что существование Иисуса является христианской выдумкой, крайне неправдоподобны». Обсуждая «поразительный» факт, что «у нас нет никаких римских записей, подтверждающих существование Иисуса», библеист Барт Эрман отвергает вывод из этого, что Иисус никогда не существовал, отмечая: «Он, безусловно, существовал, с чем соглашается практически каждый компетентный исследователь древности, христианин или нехристианин, основываясь на ясных и неопровержимых доказательствах». Классицист Майкл Грант писал: «В последние годы ни один серьёзный учёный не осмелился постулировать неисторичность Иисуса, или, по крайней мере, очень немногие, и им не удалось опровергнуть намного более веские, поистине многочисленные, доказательства обратного». Морис Кейси, нерелигиозный почётный профессор языков и литературы Нового Завета в Ноттингемском университете, писал в своей книге «Иисус: доказательства и аргументы или мифы мифологов?»: «вся идея о том, что Иисуса из Назарета не существовало как исторической личности, верифицируемо ложна». По его словам, эта идея не выдвигалась никем, кто имеет какое-либо отношение к критической науке. «Она принадлежит фантазиям людей, которые раньше были христианами-фундаменталистами. Они не верили в критическую науку тогда и не верят сейчас. Я не могу найти никаких доказательств того, что кто-либо из них имел надлежащую профессиональную квалификацию». Ричард А. Берридж и Грэм Гулд писали: «Есть те, кто утверждает, что Иисус — плод воображения Церкви, что Иисуса вообще никогда не существовало. Должен сказать, что я не знаю ни одного уважаемого учёного-критика, который бы так утверждал».
Тем не менее, критически настроенные исследователи не считают все евангельские предания достоверными, поскольку противоречия между разными Евангелиями не во всех случаях можно легко гармонизировать; авторы Евангелий почти наверняка не были очевидцами жизни Иисуса, но основывались на устных и письменных преданиях — между временем жизни Иисуса Христа и созданием Евангелий прошли десятилетия, за которые сведения могли претерпеть искажения; память рассказчика не всегда бывает безупречной; Иисус и апостолы разговаривали на арамейском языке и древнем иврите, тогда как Евангелия писались на греческом — при переводе могли возникнуть искажения; отрицающие чудеса ставят под сомнение рассказы о чудесах.
В книге «Иисус» (1933) французский историк Шарль Гиньебер утверждал, что «выводы, которые подтверждаются фактами, могут быть подытожены следующим образом: Иисус родился где-то в Галилее во времена императора Августа, в простой семье, где, помимо него, было ещё шестеро или более детей»; и добавлял: «Нет оснований полагать, что он не существовал». По мнению американского теолога Грэма Стэнтона, у большинства историков нет сомнений в существовании Иисуса, однако некоторые евангельские рассказы требуют критической оценки: «В настоящее время почти все историки, христиане они или нет, признают, что Иисус существовал и что евангелия содержат много ценных свидетельств, которые должны быть критически взвешены и оценены». Исследователи, подобные Сандерсу, такие как британский теолог, специалист по свиткам Мёртвого моря Геза Вермеш, американский теолог, священник Джон Майер, израильский религиовед Давид Флюссер, американский филолог Джеймс Чарльзвёрт, американский историк, священник Раймонд Браун, американский историк и религиовед Пола Фредриксен, а также американский историк, бывший священник Джон Доминик Кроссан различным образом защищают позицию, что евангельские рассказы о крещении Иисуса, его проповеднической деятельности и распятии можно считать в общих чертах исторически достоверными, тогда как два рассказа о рождении Иисуса, а также некоторые детали, описывающие его распятие и воскресение, — недостоверными. Религиовед Евгений Торчинов рассматривал Иисуса Христа как историческую личность, которая была мифологизирована.
Иудаистка попытки демифологизировать образ Иисуса, восстановить его исторический облик предпринимали с начала XVIII века. Среди еврейских историков самое видное место в данной области заняои Г. Грец, И. Клаузнер («Иешу ха-Ноцри» — «Иисус из Назарета», 1922) и Д. Флюссер. С историко-юридической позиции суд над Иисусом и его казнь проанализированы в книге Х. Кохена «Судебный процесс и смерть Иисуса из Назарета» (1968).
По словам Криса Кейта, альтернатива поиску исторического Иисуса «полагает, что исторический Иисус в конечном итоге недостижим, но его можно строить в виде гипотезы на основе интерпретаций ранних христиан и как часть более широкого процесса объяснения того, как и почему ранние христиане стали смотреть на Иисуса именно так». По словам Кейта, «эти две модели методологически и эпистемологически несовместимы», что ставит под сомнение методы и цель первой модели.
В книге «Исторический образ Иисуса» теолог и историк церкви Эд Сандерс использовал фигуру Александра Македонского как парадигму: имеющиеся источники сообщают нам много сведений о деяниях Александра, но ничего о его образе мыслей. «Источники об Иисусе [выглядят] лучше, чем те, что сообщают нам об Александре», и «преимущество свидетельств об Иисусе становится видно, когда мы задаёмся вопросом о том, что он думал».
Религиовед Роберт М. Прайс, бывший апологет фундаментализма, ставший атеистом, утверждает, что существование Иисуса нельзя исключить, но оно менее вероятно, чем несуществование. Он согласен с тем, что его точка зрения противоречит взглядам большинства учёных.
Новейшие исследования связаны с анализом иудейских корней исторического Иисуса. Переоценка семьи Иисуса, особенно роли, которую сыграл брат Иаков после его смерти, привела исследователей, например, швейцарского теолога и священника Ханса Кюнга, к предположению, что имелась ранняя форма неэллинистического «иудейского христианства», подобного эбионитам, которые не признавали божественности Иисуса и преследовались как римскими, так и христианскими властями. Кюнг полагает, что эти иудействующие христиане осели в Аравии, и возможно, что они повлияли на ту историю Христа, которая изображена в Коране.

## Поиск исторического Иисуса
Поиск исторического Иисуса (англ. Quest for the historical Jesus) представляет собой дисциплину, которая занимается историческим исследованием его жизни. В научный оборот поиски вошли начиная с записок Г. С. Реймаруса (1774—1778), который первым последовательно осмысляет Иисуса в качестве иудея своего времени. В результате была создана реконструкция Иисуса — политического избавителя, проповедовавшего покаяние и надеявшегося установить земное царство. К образу Иисуса как бунтарского Мессии последующие учёные обращались редко, но идея, что к Евангелиям нужно подходить с научно-исторических позиций, получила широкое признание. Последовательно применял к евангельским чудесам категорию «мифа» Д. Ф. Штраус, который счёл необходимым отвергнуть их рационалистические толкования и смог обосновать необходимость большей опоры на синоптиков, чем на Евангелие от Иоанна (1835—1836). Наиболее серьёзное значение в науке имела аргументация И. Вейса, который поставил Иисуса в контекст апокалиптической традиции (1892). Его теорию разработал А. Швейцер (1906), согласно которому Иисус возвещает скорый приход мессианского Сына человеческого (Мф. 10:23), но перед лицом всё несбывающейся надежды приходит в Иерусалим для сознательного мученичествоюа, надеясь изменить историю.
Начиная с 1920-х годов в немецкоязычной библеистике тон начали задавать агностические подходы, акцентировавшие внимание на том, что об Иисусе известны только базовые факты: в какое время он жил, был распят и др., но очень мало конкретных сведений. В особенности это было связано с влиянием идей Р. Бультмана и критики форм, показывавшей высокую творческую роль общин в создании преданий об Иисусе. В целом Бультман принимал концепцию Вейса — Швейцера, но считал маловероятным узнать об Иисусе какое-то сведения кроме базовых фактов (1926).
В англоязычной науке работа Швейцера долгое время оставалась незамеченной, а к критике форм отношение было скептическим. Ч. Х. Додд выпустил работу «Притчи о Царстве» (1935), идеи которой разрабатывались им и в последующие десятилетия. Притчи Додд рассматривал как содержащие признаки «реализованной эсхатологии» — концепции Царства Божьего как реальности, уже вошедшей в мир.
В Германии ситуация меняется в 1953 году, когда Э. Кеземан и другие ученики Бультмана начали разрабатывать критерии достоверности преданий. Первый значимый образец этой новой волны — бестселлер Г. Борнкама (1956). Однако Борнкам больше противопоставляет Иисуса иудаизму, чем правдоподобно указывал его место в иудаизме. В рамках этой новой волны на интерпретацию личности Иисуса оказал влияние интерес теологов к экзистенциалистской философии.
Внимание к месту, который занимал Иисус в иудаизме усиливается начиная с конца 1960-х годов. Первой в этом направлении была работа британского англиканского священника и специалиста в сфере сравнительного религиоведения С. Брандона (1967), писавшего о близости Иисуса к идеалам зилотов. В несколько другом ключе израильский профессор, специалист в области раннего христианства и иудаизма Д. Флуссер реконструировал исторического Иисуса как иудея, верного Закону Моисееву, а в своём учении о любви ставшего наиболее радикальным примером нового гуманистического сознания в рамках иудаизме Второго храма (1968). Наибольшее влияние имели труды британского богослова и историка религии Г. Вермеша, представившего Иисуса как пример харизматической традиции Галилеи, подобный Хони Начертателю Круга и Ханине бен Доса, проповедовавшему скорое пришествие Царства и веру как доверие к Богу (1973; 1983; 1993).
Рост интереса к «поиску исторического Иисуса» начался в середине 1980-х годов. Представители этой новой волны основное внимание уделяли источнику Q и иудаизму Иисуса. Острая дискуссия велась вокруг учения Иисуса о Царстве и его соотношения с ветхозаветными ожиданиями, где выделились два направления. В 1985—1998 годах в Соединённых Штатах действовал Семинар по Иисусу (Jesus Seminar), на котором регулярно обсуждали вопрос достоверности каждого блока преданий о нём. Наиболее значимым выводом стал отказ от швейцеровской концепции и осмысление Иисуса как контркультурного учителя, который бросил вызов устоям и стереотипам (Роберт Фанк, Рой У. Гувер, 1993). Ведущие участники семинара предложили различные варианты трактовки. Наименее убедительными для научного мира стали реконструкции, согласно которым Иисус был светским поэтом (Фанк, 1996) или киническим мудрецом (Б. Л. Мак, 2001). Большее влияние приобрёла версия Дж. Д. Кроссана, развивавшего образ Иисуса как крестьянского реформатора-эгалитариста (1991). С. Дейвис (1995) описывал Иисуса как больше целителя и мистика, имеющего опыт Духа, чем как учителя. По мнению М. Борга, важно рассматривать Иисуса в качестве многогранной личности: прежде всего он был мистиком, но также целителем и учителем-приточником — то есть учившим притчами, который противопоставлял сострадание системе ритуальной чистоты (1994). Борг вначале отрицал эсхатологичность Иисуса Борг, однако затем переходит к «партиципаторной» модели, согласно которой человеку отводится роль соработника Бога по установлению Царства (2006).
Магистральной линией поиска оставалась начатая Швейцером. Рост интереса к ней начинается с работ Эда Сандерса (1985; 1993), понимавшего Иисуса как вестника, провозгласившего скорое восстановление двенадцати колен Израилевых, начало мессианской эпохи и создание в нового Храма взамен храма Ирода. Тезисы Сандерса убедили многих исследователей, в результате чего выросло числа монографий, в которых Иисус интерпретировался как апокалиптический пророк (Allison, 1998; Ehrman, 1999; Lüdemann, 2000; Wassen, 2021). Несколько более мягкую позицию занимал Дж. Майер, согласно которому Иисус имел славу чудотворца, являлся учителем и пророком, который взял на себя миссию Илии по восстановлению Израиля, но не указывал точных сроков наступления Царства (1994).
Продолжает обсуждаться и вопрос о политических целях Иисуса. Тезис, согласно которому в конце жизни Иисусом допускалось вооружённое противостояние римлянам, разделяют некоторые исследователи и в позднейшее время (Bermejo, 2018), однако большинство учёных отвергает его. Направленность против римлян в деятельности Иисуса признаёт авторитетный американский религиовед Р. Хорсли, который, однако, отрицает, что Иисус был готов к вооруженному противостоянию. Согласно исследователю, он был социальным пророком, подобным Илие, и обличал элиты, стремясь к тому, чтобы галилейские сёла стали крепко сплочёнными общинами, лишёнными угнетения и иерархии (1987; 1989; 2003). При этом по Хорсли обозначение Иисуса как «апокалиптического пророка» некорректно, поскольку, по мнению исследователя, он ждал обновления Израиля, а не конца света.
Участие в «поиске Иисуса» приняли также историки из церковной среды, которые, применяя научную методологию, пытались доказать достоверность Евангелий. Наибольшую известность приобрели работы Н. Т. Райта, который интерпретирует Иисуса как Мессию и эсхатологического пророка, но утверждает, что эсхатологический язык является метафорой (1996). Резонанс получила также попытка британского библеиста Р. Бокема обосновать последовательную опору Евангелий, в том числе Евангелие от Иоанна, на свидетельства очевидцев (2006).
Имеющееся в науке разнообразие в реконструкциях исторического Иисуса означает, что лишь немногие факты о нём историческая наука может установить с уверенностью. Несмотря на различия в научных интерпретациях, между реконструкциями имеется много общего по ряду вопросов: синоптики лучше передают сведения об историческом Иисусе, чем Евангелие от Иоанна; Иисуса следует рассматривать в контексте иудаизма Второго храма; центральной частью вести Иисуса было Царство Божие; ещё при жизни Иисус приобрёл репутацию чудотворца; Иисус был распят при Понтии Пилате. Полемика о том, принадлежал ли Иисус к апокалиптическому иудаизму или к традиции Премудрости, продолжается (Borg, 2001), но уже не ведётся активно. Большинством учёных признаётся напряжённое ожидание Царства Иисуса, однако они расходятся в конкретике.
Разнообразие в интерпретациях исторического Иисуса обусловлено различными причинами. Так, учёные различно оценивают результаты критики источников. Например, возможно ли реконструировать источник Q и его первую редакцию; являются ли независимыми источниками Евангелие от Марка и источник Q. Имеются различия в методология. Так, одними учёными применятся междисциплинарный подход (Дж. Д. Кроссан), другими — классический историко-критический (Дж. Майер, Эд Сандерс). Не решённым остаётся спор между «атомизмом» и «холизмом»: в первом случае исследование начинается от реконструкции частных моментов идёт к общей картине (Дж. Майер, Дж. Д. Кроссан, Г. Людеман), во втором — вначале создаётся целостная гипотеза (Э. Сандерс, Д. Аллисон). В синоптических Евангелиях главной вестью Иисуса является Царство Божие, однако эту тему он раскрывает в притчах, для которых часто возможны разные интерпретации. Наконец, «поиск исторического» не всегда имеет научно-нейтральный характер, его результаты может обусловливать идеологическая ангажированность исследователя.

### Церковная рецепция
Христианские церкви не выработали какого-либо единого отношения к «поиску исторического Иисуса». Не выпущено официальных церковных документов, которые утверждали бы какую-то позицию в качестве нормы. Отдельные направления христианства не дают и развитую богословскую рефлексию этого «поиска». Так, православие обычно не демонстрирует даже интерес к «поиску».
Во многих конфессиях «поиск исторического Иисуса» возможен ввиду того, что в них легитимен историко-критический метод. В Римско-католической церкви рецепция этого метода начинается с энциклики Divino afflante Spiritu (1943), утверждается с изданием Догматической конституции о Божественном Откровении (Dei Verbum, 1965) и достигает своей кульминации в документе «Интерпретация Библии в Церкви» (1993). С течением времени эта рецепция открыла католическим учёным путь в «поиск исторического Иисуса». Позиции католических учёных отличаются разнообразием. Папа Бенедикт XVI в книге «Иисус из Назарета» (2007) выражал настороженность, утверждая, что результаты «поиска» являются слишком неопределёнными и гипотетичными, чтобы стать надёжнее, чем вера самой Церкви. Однако папа не отрицал легитимность историко-критического метода, а многими католическими учёными «поиск» понимается как способ узнать больше об исторической реальности, которая составляет основу их веры.
Аналогична ситуация в протестантских деноминациях, где историко-критический метод признаётся почти везде. Современный «поиск исторического Иисуса» носит межконфессиональный характер. В нём участвуют представители большей части конфессий и деноминаций, включая католиков (Дж. Майер, Дж. Д. Кроссан), англикан (Б. Чилтон, Н. Т. Райт), методистов (Дж. Данн, Б. Уизерингтон), пресвитериан (Д. Аллисон) и др.

## Реконструкции биографии
Стремление выделить реальные факты биографии Иисуса через демифологизацию Евангелий позволяют построить реконструкцию основных этапов жизни Иисуса.
Предполагается, что Иисус (Йехошуа) родился в Назарете в семье плотника Иосифа. Когда его отец умер, Иисус продолжал заниматься плотницким делом, но, судя по сохранившимся проповедям и афоризмам, получил образование и большие познания в области библейской литературы, в сфере галахических и аггадических комментариев и высказываний фарисейских законоучителей. В 28-29 годах н. э. Иисус встречается с Иоанном Крестителем, вероятно близким к ессеям или близкой к ним религиозной группе. Руководимый Иоанном, Иисус совершил ритуальное погружение в воды Иордана — обряд, который играл важную роль в ритуале ессеев и был воспроизведён в христианстве в качестве крещения.
Иоанн Креститель узнаёт в Иисусе избавителя, скорое пришествие которого он сам возвещал, и Иисус стал воспринимать себя в качестве такового. Он провёл 40 дней в пустыне, находясь в уединении и соблюдая пост, и преодолел несколько искушений, описанных в Евангелиях. Иисус стал играть роль странствующего проповедника и духовного наставника. Близ озера Киннерет (Генисаретского озера) он призывал народ к покаянию и возвещал приближение царства Божьего.
В родном Назарете, а первоначально и его семья, встретили Иисуса с холодом и недоверием, но у простонародья его проповедь, которая изобиловала народными изречениями и притчами, получила большой успех. В окрестностях Капернаума Иисусом совершается несколько чудес в духе библейских пророков, в результате чего у него появляется группа учеников из галилейских рыбаков. Круг его приверженцев расширяется.
Проповедь Иисуса, образ жизни, который он вёл, обличение им представителей власти и богачей и выраженное предпочтение бедняков, которым он предвещал первенствующее место в грядущем царстве Божьем, вызвали тревогу местных властей. Тетрарх Галилеи Ирод Антипа, который казнил Иоанна Крестителя, считал Иисуса его преемником и намеревался отправить на казнь и его. Иисус сделал двенадцать ближайших учеников своими духовными наследниками и продолжателями (апостолами) и вместе с ними отправился в Иерусалим. Число двенадцать обладает символическим характером, соответствуя числу колен Израиля, что свидетельствовало о «новом избрании» всего еврейского народа.
Рассказ о двенадцати учениках Иисуса, которых он избрал для распространения своего учения, мифологизирован и отразил, вероятно, появление и оформление церковной иерархии. Одного из этих учеников, Иакова Алфеева, Деяния апостолов и Иосиф Флавий описывают как брата Иисуса. С Павлом из Тарса, не принадлежавшего к двенадцати, связано оформление христианства в качестве новой религии, отличной от иудаизма и враждебной последнему.
Вероятно, деятельность Иисуса в Галилее и Заиорданье длилась в течение года. По пути в Иерусалим он снова совершает чудеса, исцеляя слепого и возвращая к жизни человека, которого считали умершим (Иоан. 11). За несколько дней до Песаха, который является одним из трёх паломнических праздников, Иисус приближается к воротам Иерусалима. В город он въезжает на белой ослице, в окружении толпы, приветствующий его как Мессию (Машиаха). Иисус прибывает в Иерусалимский храм, где во всеуслышание предрекает его разрушение и даже пытается выгнать из него менял и торговцев жертвенными животными. Всё это навлекает на него гнев иерархии кохенов, которую в то время составляли почти исключительно из саддукеи.
Во время пасхального ужина (вероятно, 15 нисана — день вкушения жертвенного ягненка, что ознаменовало исхода из Египта) Иисус сообщает о предчувствии своей скорой смерти. Он сравнивает себя с пасхальным агнцем, произносит традиционную бенедикцию над вином (Киддуш) и уподобляет это вино своей крови. В христианской религии этот ужин позднее стал называться Тайная вечеря и рассматривается как прообраз таинства евхаристии (причастия). После ужина и следующей бенедикции и славословных псалмов Иисус и его ученики идут на Масличную гору за городом напротив крепостной стены. Там, в Гефсиманском саду Иисус произносит молитву, отражающую его душевные колебания — от обращения к Богу «пронести чашу сию мимо меня» (Лук. 22:42) до смиренного принятия Божьей воли, которая обрекает его на гибель.
Во время Тайной вечери и пребывания в Гефсиманском саду Иисус скрывался от враждебных ему служителей храма. Но один из учеников — Иуда Искариот, вероятно разочаровавшийся в учителе, — предал Иисуса храмовой страже, которая отвела его к первосвященнику. Евангельский рассказ о суде над Иисусом, который, согласно этим источникам, провёл высший еврейский судебный орган Синедрион (Лук. 22:66; Мф. 26:59; Мк. 14:60—62; 15:1), рассматривается как тенденциозный. В описании распятия Иисуса, вероятно, отразилось разочарование авторов в попытках убедить евреев в мессианском призвании Иисуса и их стремление по примеру Павла распространить новое учение в среде среди язычников.
Судебный процесс и приговор излагается евангелистами, как считается, предвзято. Они преуменьшают роль в казни Иисуса, которую сыграл римский прокуратор Понтий Пилат, согласно евангельским текстам всячески пытавшийся спасти Иисуса, стремясь передать его в качестве жителя Галилеи в руки Ирода Антипы или заменить его на другого преступника. Согласно Евангелиям, народ настоятельно требовал распятия, и Пилат, символически умыв руки, объявил о своей невиновности в предстоящей казни «праведника сего». На это весь народ отвечает: «Кровь его на нас и на детях наших» (Мф. 27:24, 25).
Согласно критическому анализу с учётом еврейского судопроизводства того времени, евангельский текст в данном случае неправдоподобен. Предполагается, что в доме первосвященника, где Иисуса содержали под стражей, заседал не Синедрион, но высшая храмовая коллегия (ср. Лук. 20:1). В то же время процедура заседания и решение такой коллегии не соответствует уже сформировавшейся в то время Галахе.
Будучи подозреваемым в мессианских притязаниях Иисус, согласно римскому закону, подлежал передаче римским властям в качестве мятежника. Иисус был казнён способом, наиболее распространённым в Римской империи этого времени — через распятие на кресте, на который прибили издевательскую надпись: «Царь иудейский».
Евангелия подробно описывают страдания Иисуса, который нёс собственный крест, его бичевание, мучения на кресте, которые продолжались в течение шести часов, и издевательства со стороны римских легионеров. Вероятно, до самого конца Иисус надеялся, что Бог спасёт его от смерти. Умирая, он восклицает на арамейском: «Эли, Эли, лема швактани!» — в транскрипции Синодального перевода: «Элои! Элои! ламма савахфани?» («Боже мой, Боже мой, для чего ты оставил меня?»; Мк. 15:34; ср. Пс. 22:2).
Последователи Иисуса утверждали, что на третий день после казни его могила оказалась пустой и образ его предстал перед ними. Обаятельная личность Иисуса, который был законоучителем, проповедником и целителем, оказала настолько сильное впечатление на последователей, что они не смогли смириться с его трагической гибелью. В конце периода Второго храма у евреев уже была вера в воскресение из мёртвых, но только в эсхатологическом смысле.

### Иисус и Назарет
Согласно Евангелию от Луки, Назарет был домом Иосифа и Марии и местом, где архангел Гавриил возвестил Марии, что она родит Иисуса. Согласно же Евангелию от Матфея, Иосиф и Мария с младенцем переселяются в Назарет после бегства в Египет из Вифлеема, куда Иосиф и Мария пришли, чтобы отметиться в переписи населения, но в эти дни Мария родила. Некоторые исследователи считают это частью «синоптической проблемы». Назарет, по-видимому, является местом, где Иисус рос и воспитывался спустя некоторое время после его рождения. Однако некоторые современные исследователи утверждают, что Назарет был также и местом рождения Иисуса. Библеисты Барт Эрман и Г. Г. Ястребов[страница не указана 2357 дней] считают, что Матфей и Лука не могут быть правы одновременно, поэтому рождение в Вифлееме (родине царя Давида) следует признать литературным вымыслом. Эта деталь должна была убедить читателя в том, что Иисус — действительно Мессия, потомок Давида, поскольку происхождение грядущего царя Израилева из Вифлеема предрекал пророк Михей. Самое раннее Евангелие от Марка называет «отечеством» Иисуса Назарет.
При этом современный ученый д-р Ричард Беннетт [Richard Bennett] в своей монографии «Исторический Фон Нового Завета» весьма убедительно согласовывает оба сказания, то есть устраняет кажущееся противоречие между Лукой и Матвеем.
Хотя Назарет присутствует в евангельских текстах, другие, небиблейские, упоминания о Назарете в текстах первых веков отсутствуют. В своей книге «Библейские истории» венгерский философ-религиовед Густав Гече пишет:
Интересно, что кроме евангелий и других книг позднего христианства, город Назарет нигде не упоминается, хотя, согласно Новому завету, он находился в Галилее, которая встречается во многих источниках. Так, Иосиф Флавий, описывая Иудейскую войну, упоминает города и селения Галилеи, но среди них нет Назарета. О существовании Назарета не знали ни авторы Ветхого завета, ни толкователи Закона Моисеева, умалчивают о нём также и греческие и латинские авторы. За исключением христианских книг, основанных на благовествованиях, о Назарете впервые говорится в двух стихотворениях еврейского автора Калира Елиасара (VII или VIII в.). Однако эти стихи не могут считаться источником, поскольку трудно установить, использовал ли поэт это название, почерпнув из древних неизвестных нам списков, или же заимствовал его из христианской литературы.
В настоящее время известно и более раннее нехристианское упоминание Назарета. Это надпись на мраморном фрагменте синагоги из Кесарии Палестинской. Надпись датируется ок. 300 г. н. э. и рассказывает о назначении священников, которое произошло через некоторое время после восстания Бар-Кохбы (Назарет упомянут как дом священнической семьи Хафизаз).
Помимо текстов еврейского поэта упоминание о Назарете можно найти в «Церковной истории» Евсевия Кесарийского (III—IV вв.), который цитирует Секста Юлия Африкана (ок. 160 — ок. 240 гг.):
Только немногие, хранившие память о своём роде, сберегли свои частные родословные, или запомнив имена предков, или имея их списки. Они гордились тем, что сохранили память о своём благородстве. В их числе были и вышеупомянутые деспосины — их называют так по причине их родства с семьёй Спасителя. Уроженцы иудейских селений — Назарета и Кохабы (греч. ἀπό τε Ναζάρων καὶ Κωχαβα), они разбрелись по остальному краю и составили упомянутую родословную на основании „Книги Дней“, как могли.
Таким образом, автор говорит о Назарете как о селении в Иудее, причём располагает его в тексте рядом с до сих пор не идентифицированным селением под названием «Кохаба».
Отсутствие упоминаний о Назарете в текстах первых двух веков заставляет предположить, что «либо город Назарет никогда не существовал, либо был настолько мал, что не удостоился упоминания, хотя в талмудической литературе перечислены все населенные пункты, где действовали школы или синагоги». Джеймс Стрэйндж (англ. James Strange), американский археолог и сторонник второй версии, в этой связи замечает: «Назарет не упоминается в древних еврейских источниках ранее третьего века н. э. Вероятно, это свидетельствует об отсутствии его известности как в Галилее, так и в Иудее». Первоначально Стрэйндж предположил, что численность населения Назарета во времена Христа была «примерно от 1 600 до 2 000 человек», но позднее, в последующей публикации он указал ещё меньшее значение: «максимум около 480».
Отсутствие в первых двух веках текстовых упоминаний о Назарете заставило некоторых авторов предположить, что город мог быть вообще не заселён в дни Иисуса. Сторонники этой гипотезы стремятся обосновать своё предположение с помощью лингвистических, литературных и археологических интерпретаций, хотя большинство историков и археологов отвергают подобные взгляды как «археологически неподтверждённые». Советский историк Ирина Свенцицкая в книге «Раннее христианство» полагает, что «вряд ли нужно отвергать традицию о происхождении Иисуса из города Назарета», и упоминает о двух открытиях, доказывающих его существование во времена Иисуса:
…Археологические раскопки обнаружили следы поселения на территории, где, согласно евангелиям, находился Назарет. Эти следы восходят к первым векам до нашей эры. Была также найдена надпись, в которой перечислены места расселения жречества после разрушения Иерусалима в 70 г. Среди этих мест назван и Назарет (Нацерет)
Об этих открытиях упоминает в своих работах и богослов, священник Александр Мень, уточняя, что речь идёт о раскопках, проведённых в 1950-х гг. итальянским археологом и францисканским священником Беллармино Багатти.

## Реконструкции учения
Главная проблема исторического образа Иисуса заключается в том, считал ли он себя пророком и Мессией в библейском смысле. Взаимодействие с Иоанном Крестителем должно было заставить его почувствовать близость к древним еврейским пророкам, которые предвещали приход Мессии. Таким пророком считали Иисуса иудеохристиане — группа его последователей в Иудее, которая не отошла от иудаизма. Вероятно, сознание мессианского призвания росло в Иисусе постепенно и достигло вершины во время его нахождения в Иерусалиме, хотя и тогда он выражал сомнения и колебания. Мессианское сознание Иисуса находит объяснение в особенностях политической, социальной и духовной жизни народа Иудеи этого времени.
Деспотизм Ирода, который был ставленником Римской империи и власть которого народ считал «воцарением идумейского раба», вызывал народные брожения, бунты и локальные восстания, в особенности среди разорённых низших слоёв в Галилее. Брожения часто принимали форму мессианских движений, лишь усилились после смерти Ирода, когда страна оказалась разделена на три части, а в Иудее, после кратковременного правления сына Ирода Архелая, правителем стал римский прокуратор. Согласно Филону Александрийскому, Понтий Пилат являлся одним из самых жестоких прокураторов. Чем хуже становилась реальность, тем больше распространялась вера в скорое избавление — пришествие Мессии и наступление предсказанного пророками царства Божьего, понимаемого как век свободы, добра и справедливости. Различными группами этот идеал и пути к его достижения представлялись различно: от открытой войны против Римской власти (зелоты) до отрешения от мира, аскетической жизни и покаяния (ессеи, Кумранская община). В центре стояли фарисеи, бывшие законоучителями народа, которые проповедовали умеренность, призывали тщательно исполнять предписания Торы и ограждаться от пагубных с точки зрения иудаизма греко-римских влияний, включая влияние языческого синкретизма. Фарисеи имели наибольшее влияние на народные массы. Они верили в наступление царства Божьего, но большая их часть, подобно пророкам, осторожно относилась к идее близкого конца дней.

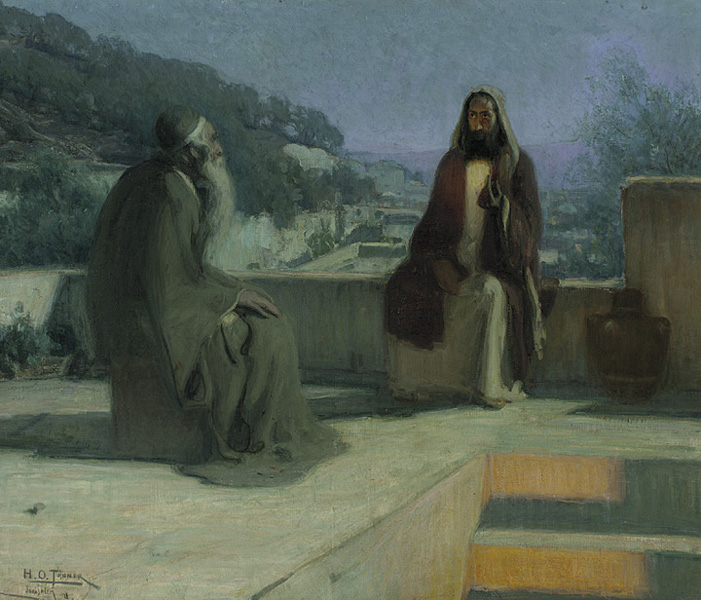
Никодим и Иисус на крыше, Генри Оссава Таннер, 1899

Иисус же проповедовал близкое, скорее даже немедленное пришествие царства Божьего. В то же время он с большой осторожностью говорил о своей роли в этом и о «сыне человеческом» из Книги Даниила, которого в эпоху Второго храма отождествляли с Мессией. Согласно известным текстам, Иисус сам ни разу не употребил слово «Мессия». Он использовал выражение «сын Божий» в том смысле, в котором оно принялось в литературе того времени: «Любим человек, созданный по образу [Божьему] и любимы израильтяне, названные сынами Бога» (Авот 3:14). В талмудической литературе большое распространение имеет термин «Авину ше-ба-шамаим» («наш Отец небесный»). Первосвященник, следователь храмовой коллегии, задал вопрос: «Скажи нам, ты ли Христос, сын Божий?», на что Иисус уклончиво ответил: «Ты сказал» (Мф. 26:63, 64). Пилат спрашивает его: «Ты царь Иудейский?» — Иисус отвечает: «Ты говоришь» (Мф. 27:11). Но согласно другой версии Иисус чётко отвечает первосвященнику: «Я; и вы узрите сына человеческого, сидящего одесную силы [то есть Бога] и грядущего на облаках небесных» (Мк. 14:62). Подлинность этих высказываний ставится под сомнение, но предполагается, что, ожидая свою предстоящую мученическую смерть, Иисус в последние дни жизни стремился заявить о своей исключительной роли в приближении царства Божьего.
Выбор пути добровольной жертвы сопровождался для него внутренней борьбой. Евангелие проводит параллель между Иисусом и древними пророками Иерусалима, который назван городом, избивающим пророков (Лк. 13:34). В действительности нет сведений, что в Иерусалиме пророков казнили или подвергали преследованиям, исключая Иеремии, который в разгар войны с Вавилонией призывает Навуходоносору покориться и категорически отрицает правомерность богослужения в Иерусалимском храме; Иеремию лишь временно заключают в тюрьму. Есть предположение, что Иисус принял решения претерпеть «мессианские муки» (хевлей Машиах). Идея, что перед приходом Мессии будет период мук и страданий всего еврейского народа, и мукам подвергнется сам Мессия, распространилась позже, но появилась уже в эпоху Второго храма.
Представление об искупительной жертве человека, полубога или бога всегда оставалось чуждой иудаизму, по этой причине христианская тенденция изображает проповедь Иисуса не только как конфликт между ним и фарисеями, но и как отвержение иудаизма в целом. Однако тексты синоптических евангелий, несмотря на их противоречия, подтверждают обратное.
Иисус тщательно исполнял все предписания Галахи своего времени. Он говорит: «Не думайте, что я пришел нарушить Закон или пророков: не нарушить пришел я, но исполнить. Ибо истинно говорю вам: доколе не прейдет небо и земля, ни одна йота или ни одна черта не прейдет из Закона…» (Мф. 5:17, 18). Однако он не запрещал своим ученикам срывать колосья в субботу, чтобы утолить голод, но сам этого не сделал (Мк. 2:23). Он не один раз подчеркивал, что призван только для спасения евреев («Я послан только к погибшим овцам дома Израилева»; Мф. 15:24). Он запретил своим ученикам обращаться к неевреям (Мф. 10:5). Отказал в излечении девочке-ханаанеянке, мотивируя это доводом, который не мог использовать и наиболее самый «фанатичный» фарисей в его время или законоучитель Талмуда в последующем: «Нехорошо взять хлеб у детей и бросить псам» (Мф. 15:26). Лишь когда мать ребёнка смиренно произнесла, что «и псы едят крохи, которые падают со стола господ их» (Мф. 15:27), он выполнил просьбу.
Исследователи Евангелий высказывали разные мнения по вопросу, к какому течению в современном ему иудаизме принадлежал Иисус. Многие считают, что учение Иисуса испытало в основном влияние ессеев, кумранской общины и других групп, представления которых отражают свитки Мёртвого моря. Но большинство учёных при сравнении текстов этих источников с учением Иисуса пришло к выводу о его близости к течению фарисеев. Некоторые считали, что Иисус принадлежал к сурово ригористической школе Шаммая. Представлениям Иисуса был чужд дуализм группы, которая делила людей по их Божественному предопределению на «сынов света», то есть членов этой группы, и «сынов тьмы» — все прочие. К последним следовало испытывать ненависть, презрение, с ними необходимо было вести непримиримую войну. Особенно эти сектанты ненавидели фарисеев. Предполагается, что поучение Иисуса «любите врагов ваших» (Мф. 5:43, 44) было направлено против этой группы.
Этический аспект учения Иисуса излагает в основном в Нагорная проповедь (Мф. 5—7). В социальном плане она демонстрирует некоторую общность идей с представлениями ессеев. Проповедь начинает восклицание: «Блаженны нищие духом [вероятно: по велению своего духа, добровольно нищие], ибо их есть царство небесное» (Мф. 5:3). Иисус проповедовал самоотвержение в отрешении от материальных выгод и отдавал моральное предпочтение тем, кто беден и унижен. Он ярко осуждал стремление к благополучию и предрекал нехорошую посмертную участь для знатных, богатых и власть имущих («Легче верблюду пройти сквозь игольное ушко, нежели богатому войти в царство Божие»; Мф. 19:24). Он не принимал имеющегося у ессеев принципа общности имущества, но требовал делиться материальными благами с ближними. Другими словами, этическое учение Иисуса заимствало только те элементы мировоззрения ессев, которые совпадали с моральными принципами ряда фарисейских течений, признающих первенство этических норм в религии. В период отрочества Иисуса жил крупнейший мудрец-фарисей Гиллель, бывший духовным лидером народа и главой Синедриона, который свёл сущность всей Торы к одному предписанию: «То, что ненавистно тебе, не делай ближнему твоему; всё остальное лишь толкование…» (Шаб. 31а). Сам он, как считается, воплощал те моральные принципы, которые проповедовались Иисусом.
Все изречения или суждения Нагорной проповеди находят параллели в талмудической литературе или Мидраше, в буквальном (Мф. 7:2—4 и Сота 1:7; ББ. 15б) или несколько видоизменённом виде (например, Мф. 5:28 и Калла 1; Мф. 5:29, 30 и Нидда 13б; Мф. 6:3 и ББ. 9б; Мф. 6:30—34 и Сота 48б и т. п.). Общение с теми, кого считали отверженными грешниками — мытарями и блудницами — Иисус объяснял фразой «не здоровые имеют нужду во враче, а больные… я пришел призвать не праведников, а грешников к покаянию» (Мф. 9:12, 13). Покаянию (тшува) иудаизм придавал большое значение на всех этапах развития. Утверждается, что даже самые страшные грешники могут рассчитывать на Божье милосердие (Танх. Вайера 8); за покаяние одного Бог простит грехи всего мира (Иома 86б).
По тексту Евангелий, фарисеи упрекали Иисуса за его общение с грешниками, но это, как и прочие его столкновения с фарисеями, представляют собой разногласия в среде самих фарисеев. Течение фарисеев включало различные школы, а галахические установки были выработаны в результате дискуссий и дебатов, которые занимают значительную часть Талмуда — и Мишны, и Гемары. Осуждение Иисусом фарисеев за лицемерие также находят параллель в Талмуде (Сота 22б), хотя там нет обобщения, как в тексте Евангелии.
Однако и после снятия позднейших слоёв в синоптических евангелиях и в тех высказываниях Иисуса, которые считаются подлинными, остаются отдельные отклонения от положений, которые были общими для всех фарисейских школ фарисеев и составили основу дальнейшей эволюции иудаизма. Идея крайнего самоотречения человека, которую содержит в учении Иисуса, вела к отрицанию земной власти. По требованию Иисуса его ученики должны были «возненавидеть» не только ближних родственников (другими словами, отринуть личные привязанности), но и «саму жизнь свою» (Лк. 14:26). «Ударившему тебя по щеке подставь и другую, и отнимающему у тебя верхнюю одежду не препятствуй взять и рубашку» (Лк. 6:29). «Не судите, да не судимы будете» (Мф. 7:1). Эта мораль не способна стать основой общественных отношений, тогда как именно создание и нормальное существование общества, которое живёт по законам Моисея и на основе правды и справедливости, являлось целью фарисеев. Будучи духовными лидерами народа они должны были постоянно отвечать на практические вопросы, которые ставила повседневная жизнь. Даже самому Иисусу не всегда удавалось соблюдать требования смирения и кротости собственного учения: он проклинает своих оппонентов, изгоняет менял из Храма, говорит ученикам быть хитрыми, словно змеи (Мф. 10:16), предрекает судьбу Содома и Гоморры городам, которые их не примут (Мф. 10:15).
Изречения, которые подобны высказанным Иисусом афоризмам или даже тождественны им, в фарисейской литературе уравновешивают противоположные высказывания оппонентов, а приоритет этических принципов — тщательная и кропотливая разработкой ритуальных предписаний и норм права. Таким путём следовали Гилель и все более поздние духовные лидеры иудейской религии. Иисус не отрицал предписаний Галахи по вопросам ритуала и права, но, видимо, не уделял им большого внимания за пределами полемики с теми фарисеями, которые возражали против его толкований, зачастую воспринимавшихся ими как слишком «либеральные».
Талмудический трактат Пиркей авот, который посвящён этическим поучениям, собрал изречения десятков религиозных авторитетов. Напротив, свои поучения Иисуса давал от первого лица, в их форме подчеркнут авторитет автора. Много раз в них повторяется оборот: «Вы слышали… а я говорю вам», например: «… слышали вы, что сказано древним: не преступай клятвы… а я говорю вам: не клянись вовсе» (Мф. 5:33, 34).
Иисус ведёт себя подобно библейскому пророку, а незадолго до гибели, предположительно, стал считать себя Мессией или по крайней мере тем, кому отведена решающая роль в приближении Царства Божьего. Поведение Иисуса, тон, в котором он вёл проповеди и его самооценка, насколько их передали Евангелия, не соответствуют образу фарисейского законоучителя и проповедника, каким воспринимали Иисуса его галилейские последователи.
С эпохи пророков царство Божье представлялось народом либо как эсхатологическое видение, либо как грядущая эра добра и справедливости, что обусловлено в первую очередь освобождением от чужеземного ига. Особенно чаяния избавления, которое принесёт Мессия, усилились в период римской власти. Иисус возвестил немедленный приход царства Божьего, но вместо призыва к восстанию против Рима он призвал: «Отдавайте кесарево кесарю, а Божие Богу» (Мф. 22:17—21), что не могло найти сочувствия в народе. С точки зрения большинства современников, казнь Иисуса на кресте должна была восприниматься как опровержение его мессианских претензий.

### Иисус как апокалиптический пророк
В настоящее время ряд учёных склонны к «апокалиптической гипотезе», согласно которой Иисус рассматривается как пророк, который хочет подготовить евреев к скорейшему прибытию конца времён. «Основополагающим текстом» представления Иисуса апокалиптическим пророком является работа Альберта Швейцера «История изучения жизни Иисуса» (1906).
Данная гипотеза поддерживается, в частности, Эдом Сандерсом, Морисом Кейси, Дейлом Аллисоном и Бартом Эрманом.

### Иисус как еврейский киник
Некоторые историки обратили внимание на сходство между жизнью и учением Иисуса и образом жизни и доктринами киников. Такие исследователи, как Джеральд Даунинг (англ. Gerald Downing) и Лейф Ваге (англ. Leif Vaage), показали, что документ Q, гипотетический общий источник евангелий от Матфея и Луки, имеет сильное сходство с учениями киников. Исследователи, занимающиеся поисками исторического Иисуса, такие как Бартон Мак, профессор Школы теологии в г. Клермонт (США, штат Калифорния), и Джон Доминик Кроссан, доказали, что Галилея первого века н. э. была тем миром, в котором эллинистические идеи сталкивались с иудейской мыслью и традицией. Город Гадара, о котором в евангелиях упоминается как о «стране Гадаринской», находился на расстоянии одного дня пешего пути от Назарета и был особенно известен как центр кинической философии: в частности, Менипп (III в. до н. э.), Мелеагр (I в. до н. э.) и Эномай (II в. н. э.) — все были родом из Гадары.

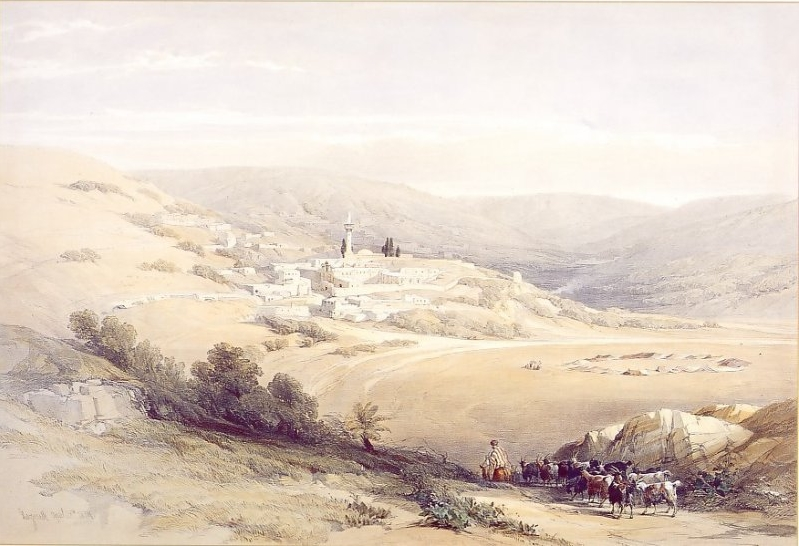
Назарет в 1842 г. Известен как город Иисуса, но о нём молчат все авторы до III века н. э.

Бартон Мак охарактеризовал Иисуса как «довольно обычную личность кинического типа», а для Джона Кроссана Иисус более похож на киника-мудреца из эллинистическо-еврейской традиции, чем на Христа, пожелавшего умереть за грехи человечества, или на мессию, добивающегося политической независимости еврейского государства Израиль. Другие исследователи считают маловероятным, что киники могли оказать глубокое влияние на Иисуса, и придают гораздо большее значение иудейской пророческой традиции.

## Мифологизация исторического Иисуса
В христианских представлениях о личности, деятельности и крестной смерти Иисуса он считается Сыном Божиим, который принёс себя в жертву во имя искупления совершённого Адамом первородного греха, что тяготел над всем человечеством, и одновременно богочеловеком, в котором соединились божественная и человеческая природы. Эти представления соединяют различные теологические концепции: монотеистического иудаизма последних десятилетий периода Второго храма и синкретизма политеистических религий римско-эллинистического мира, развивавшихся в первые столетия новой эры. Элементы более древних религиозно-мифологических представлений были сильно усложнёны и изменены, войдя в христианские религиозные догматы только в результате ожесточённых христологических споров, проходивших в II—VII веках, и победы направления, ныне рассматриваемого как ортодоксальное христианство, над большим числом других направлений, включая докетизм, арианство, несторианство, монофизитство, монофелитство и др.), которые ортодоксальная церковь объявила еретическими.
Раннее христианство систематически соединяло имеющиеся понятия и мифологемы из ряда источников, таких как палестинский иудаизм (сакральный эсхатологический царь — Мессия, «сын Давидов» — легитимный наследник древней еврейской династии; «Сын человеческий» — посредник между Богом и человеком и государь вселенной последних времён, ср. Дан. 7, 13 и эфиопский извод «Книги Еноха»; «отрок Яхве», или «раб Яхве», кроткий властитель и невинный страдалец, который искупает грехи других, ср. Ис. 43—53), в том числе среда кумранско-ессейского типа (откуда взяты представления об эсхатологическом пророке и учителе); эллинистический иудаизм (понятия «Логоса» и «второго Адама», или «последнего Адама», он же — «человек с неба», ср. Антропос, — общие категории для новозаветных текстов и текстов еврейского мыслителя I века Филона Александрийского); языческий эллинистический синкретизм (мифологемы из таких областей, как мистериальные культы, императорский культ, пифагорейско-платоническая мистика, ряд распространённых понятий, например, «божественный человек» — обладающий нравственным совершенством чудотворец). Эти понятия в дохристианской культуре сводятся к образу существа, промежуточного между богом и миром, которое может являться «сыном божьим», только усыновлённым, а не по своей природе. Однако эта модель оказалась несовместима с христианским учением и окончательно было отвергнуто и осуждено в IV веке, когда ересью было объявлено арианство. Христианство делало и другие попытки нейтрализации парадоксальности «вочеловечивания» Бога. Арианством отрицалось, что Христос имел человеческую душу, отставляя от «вочеловечения» лишь «воплощение», то есть соединение Логоса и человеческой плоти. Несториане, появившиеся в V веке, понимают Бога Логоса и человека Иисуса как две несоединяющиеся (но небывало тесно сблизившиеся) сущности, а история Иисуса — как путь совершенствования, в некоторой мере аналогичный жизни языческих «божественных мужей». В аполлинаризме (IV века) и более осторожнос монофизитстве (с V века) утверждается что божественную природу Логоса поглотила человеческая природа Иисуса или они слились, образовав единую «богочеловеческую природу». Нынешняя христианская ортодоксальная линия сформировала принципы, отвергая все эти попытки. Халкидонский собор (45I) дал вдвойне парадоксальную формулу «неслиянно и нераздельно», универсальную христианскую схему отношений между божественным и человеческим, трансцендентным и имманентным. В этой схеме нестрадательность Бога сочетается со крестными страданиями Христа, невозмутимое и неизменное бытие Бога ср «смертельно скорбящим» Христом, молившемся в Гефсиманском саду об избавлении от своего удела (Матф. 26, 38, 39). Христианский Бог разделил с человеком не только естественные условия существования последнего, которые сами по себе — уже неимоверные унижения для божества, но и плохие социальные условия. Если Шакьямуни родился в царском дворце, то Иисус в стойле для скота (Лук. 2, 7); Шакьямуни тихо и торжественно умер среди учеников — Христос предан страшной и позорной казни, перед которой подвергся бичеванию, пощечинам и плевкам. Образ распятого Иисуса контрастирует с невозмутимо восседающим, а иногда возлежащим Буддой.
Как в реконструируемых первоисточниках синоптических Евангелий, так и в них самих преобладает иудаистическое мировоззрение, которое целиком основывается на библейском каноне. Использованная система толкований, но не её сущность, находится в соответствии с аггадическими комментариями еврейских религиозных авторитетов того же времени. Ученики Иисуса постепенно отдалялись от общепринятых в иудаизме норм. Апостол Павел и его последователи стремились привлечь язычников к своему учению, согласно которому Иисус есть Христос — богочеловек и сын Божий, а также сблизить учение Иисуса с религиозными представлениями римлян. Все эти трансформации привели к постепенно углублявшемуся разрыву последователей Иисуса с иудаизмом.
Уже синоптические Евангелия помимо жизнеописания Иисуса как одного из большого числа действовавших в Иудее того времени учителей-проповедников, с которыми другие законоучители вели дискуссии в стиле, характерном для Талмуда, проявляют тенденцию, которую ярко выражает Евангелие от Иоанна, позиционировать Иисуса как борца против иудаизма в целом, особенно против еврейских духовных вождей-фарисеев. Особенно подчёркивалась идея вины евреев в смертном приговоре Иисусу и преуменьшалась роль римских властей в его казни.
Синоптические Евангелия в значительной мере сохранили образ Иисуса таким, каким он, вероятно, был в первоисточниках: Мессия — избавитель еврейского народа, предсказанный израильскими пророками, и одновременно фигура, воплощающая некую духовную сущность, «пророка истины», идеальную личность, которая становится в ряд персонажей священной истории, начиная от Адама, еврейских патриархов и Моисея и вплоть до персонажей книг Пророков и Писаний. По этой причине ряд элементов жизнеописания Иисуса представляют собой гиперболизированные повторения событий, которые Библия связывает с этими персонажами.
Биография Иисуса выстроена в качестве реализации предсказаний еврейских пророков. Это проложило путь к одной из главных идей христианской теологии и историософии, согласно которой еврейская Библия, позднее названная Ветхим заветом, представляет лишь прелюдию к христианскому Новому завету.
Имя Иисус (Иешуа, сокращение от Иехошуа — «Господь принесёт спасение») евангелисты воспринимали в качестве обозначения его призвания: спаситель, избавитель, Мессия. Поскольку, согласно видениях библейских пророков Мессия должен быть наследником династии царя Давида, Евангелии приводят генеалогию Иисуса (Лк. 3:23—38 — начиная от Адама; Мф. 1:1—16 — от Авраама), в которой он представлен потомком Давида. Анализ текстов привёл большинство современных исследователей к выводу, что местом рождения Иисуса был Назарет. Согласно же евангельским текстам, Иисус, подобно Давиду, был рождён в Вифлееме и только проповедовал в Назарете.
Согласно евангельских текстам, Иисус неоднократно именовал себя «сыном человеческим». Это словосочетание слов на арамейском языке — бар энаш — фигурирует в книге Даниила (Дан. 7:13, 14): «… сын человеческий подошел к Ветхому днями [к Богу] … и ему даны власть, слава и царство, чтобы все народы, племена и языки служили ему». Выражение «сын человеческий», произносимое Иисусом, является отсылкой к пророчеству Исайи об «отрасли от ствола Иессеева» — Иессея, отца Давида (Ис. 11:1), которому суждено утвердить царствие Божье на земле, то есть о Мессии.
Иисус возвестил наступление мессианских времён (Мф. 4:17), достигнув приблизительно тридцатилетнего возраста (Лк. 3:23; ср. II Сам. 5:4: «Тридцать лет было Давиду, когда он воцарился»). Он въехал в Иерусалим на белой ослице (Мф. 21:1—7), ссылаясь на пророчество Захарии, согласно которому царь-избавитель придёт Иерусалим, будучи бедным праведником и верхом на осле (Зах. 9:9).
Евангельское жизнеописание Иисуса большую роль отводит пророчеству Исаии, по которому явится «раб Божий», униженный, презираемый «муж скорбей, изведавший болезни», своими страданиями искупить грехи народа (Ис. 53). Страдания и мученическая смерть Иисуса представляются в качестве осуществления этого пророчества. Иисус явным образом наделяется чертами этого «раба Божьего». Ангел Гавриил сообщил матери Иисуса Марии, что она родит Иисуса (Лк. 1:26—38), что представлено в духе предсказания Исаии иудейскому царю Ахазу (в связи с грядущем избавлением Иудеи от врагов) о том, что «молодая женщина забеременеет, родит сына и наречет его именем Иммануэль», — на иврите это означает «с нами Бог» (Ис. 7:14). Христианская Библия переводит «молодую женщину» (на иврите алма) словом «дева».
В евангельском нарративе не только личность Иисуса представлена как воплощение мессианских пророчеств, но и его биография и деятельность воспроизводят события из жизни многих библейских пророков. Подобно Моисею, которого спасли вопреки приказу фараона (Исх. 1:15 — 2:10), Иисус оказывается спасён от преследования царя Ирода, приказавшего убить всех младенцев, что родились в Вифлееме и его окрестностях: Мария с новорождённым Иисусом и своим мужем Иосифом скрылись в Египте (Мф. 2:13—21). Войдя с учениками на высокую гору Фавор, Иисус явил чудо преображения: лицо его воссияло словно солнце, подобно лику Моисея, который сошёл с горы Синай, где он пробыл 40 дней и где Господб даровал ему была Тору из своих уст (Мф. 17:1, 2 и в других местах; ср. Исх. 34:29, 30).
Подобно пророку Самуилу, которого младенцем привели в святилище Шило для служения Богу (I Сам. 1:24-28), Иисус через некоторое время после обрезания приносят в Иерусалимский храм, вероятно, для прохождения обряда «выкупа первенца». Будучи двенадцати лет от роду во время пасхального паломничества в Иерусалим отрок Иисус исчезает; его обнаружили в Храме ведущим беседы с законоучителями, дивившимися его разуму и отваге (Лк. 2:21—32; 41—47).
По подобию пророка Илии Иисус отправляется на сорок дней в пустыню, где подвергся испытанию, не поддавшись искушениям от дьявола (Мф. 4:1—11; Лк. 4:1—13, ср. I Цар. 19:4-14). Как и Илия, Иисус вознёсся на небо (Лк. 24:51, ср. II Цар. 2:11). Как Илия и его преемник Елисей, он воскрешал мёртвых (Мк. 5:22—43; Лк. 7:11—15, ср. I Ц. 17:17-23; II Ц. 4:32-36), исцелял большое число больных (в первый раз исцелил прокажённого, Мк. 1:40—42; ср. II Ц. 5:1-14); он ходил по воде (Мк. 6:47—50; ср. II Ц. 6:5-7), насытил тысячи людей пятью или семью хлебами (Мк. 6:34—44; 8:1—21; ср. II Ц. 4:1-7, 42-44).
Из числа поздних пророков в образе Иисуса, представленном в Евангелиях, более всего отражён образ Иеремии. Подобно этому пророку, Иисус входит в конфликт со служителями Иерусалимского храма и пророчит его разрушение и восстановление на основе обновлённого завета (Мк. 11:15—18; 13:2; 14:58, ср. Иер. 7:32—34; 33:14—26). Приоритет этических норм над культовыми, который у Иеремии выражен в форме категорического отрицания жертвоприношений, преследование, а затем заточение властями — свидетельствует, что авторы синоптических Евангелий опирались на образ Иеремии.
В Евангелия имеются и параллелями между жизнью Иисуса и библейских патриархов. Эпизод о предсказании ангелом (архангелом) Гавриилом рождения Иисуса его матери Марии близко к сюжету посещения шатра Авраама ангелами, предвещавшими его жене Сарре рождение Исаака (Быт. 18:1—14). Подобно Иосифу, которого братья посадили в пустой колодец, где он находился три дня, пока брат Иуда не продал его купцам-исмаильтянам, Иисус после распятия опускают в могилу, откуда и восстал спустя три дня. Распятие Иисуса недалеко от Храма перекликается с рассказом о жертвоприношении Исаака на горе Мориа.
Все названные библейские мотивы Евангелия усиливают, возводя в более высокую степень. Сарра родила первенца в возрасте 90 лет — Мария зачала, оставаясь девственницей; ветхозаветный Иуда продал брата Иосифа за двадцать сребреников — Иуда Искариот продал Иисуса за тридцать; жертвоприношение Исаака Бог заменил всесожжением барана («овна») — Иисус умер на кресте, принесенный в жертву как агнец Божий; Иосиф, который чудом остался жив, был поднят из колодца и стал властителем Египта — Иисус воскрес для того, чтобы стать избавителем народа в грядущем. Как мотивы библейского повествования, так и основные элементы этики ветхозаветных пророков и современная Иисусу этика иудейских мудрецов-фарисеев получила в Евангелиях утрированный, парадоксальный характер.
Синоптические Евангелия в целом остаются на почве иудаизма и еврейской культуры, но они заимствовали также мотивы политеистических религий, что особенно заметно в Евангелии от Иоанна и в более поздних христианских текстах: непорочное зачатие Девы Марии (которое сравнивают с сюжетом о деве Анат в угаритских текстах), искупительное самопожертвование либо принесение в жертву богов или полубогов другими богами (сравнивают с вавилонским Таммузом, египетским Осирисом, ханаанским Мотом, греческим Адонисом, хеттским Атисом) и их дальнейшее воскресение.
Подлинным основателем христианства часто считается апостол Павел по причине его исключительной роли в отделении христианства от иудаизма. Павел трансформировал учение Иисуса в учение, основанное на вере в самого Иисуса как сына Божиего, который восстал из мертвых и своей смертью искупил грехи верующих в него. Согласно современным исследованиям, что эти идеи не принадлежали исключительно Павлу: они содержатся также в Евангелии, Посланиях Иоанна, Послании к Евреям. Предположительно, они появились на той же идейной и социальной почве, что подтверждает содержание свитков Мёртвого моря. В Посланиях Павла, Послании к Евреям и теологии Иоанна Крестителя заметно влияние тех же мотивов, что и в рукописях Мёртвого моря; иногда они использовали одинаковую терминологию. Группа принявших христианскую веру евреев, к которой принадлежал Павел, относилась к эллинизированным евреям диаспоры и подверглась влиянию идей, близких к кумранитам. Однако Павел существенно переработал идеи предшественников. Идея избавления от греха благодаря искупительной жертве Иисуса Христа отразила косвенное влияние религиозных воззрений, близких к кумранским и выраженных в Свитке гимнов. Павел учил, что явление, смерть и воскресение Христа освободили верующих от греха, поэтому христиане освобождались от соблюдения иудейского закона. У Павла Иисус представлен как Христос-Спаситель, с помощью которого Бог сотворил мир. Иисус облекается в плоть, затем своей смертью искупил верующих в него, воскресает и возвращается к своему Отцу небесному. Апостолу Павлу принадлежит важнейшая роль в формировании христианской догматики: относя к Христу те библейские стихи, в которых говорится о Боге, он способствовал признанию Иисуса Богом; акцентировал спасение верующих благодаря смерти Иисуса Христа и его воскресению.

## Иисус как миф
В последние три столетия существование Иисуса Христа как исторической личности вызывает сомнение у некоторых западных историков и филологов, изучающих библейские тексты. Среди первых, высказавших подобные сомнения, были такие французские и немецкие учёные XVIII—XIX вв., как историк, член французской Академии наук Константин Франсуа Вольней, профессор риторики и философ Шарль Франсуа Дюпюи, теолог и историк Бруно Бауэр. Все они полагали, что образ Иисуса — сплав древних мифологий.
Крупнейшим представителем мифологической школы в начале XX века был немецкий философ Артур Древс. Его книги: «Миф о Христе»; «Жил ли Христос?»; «Жил ли апостол Пётр?»; «Миф о деве Марии»; «Отрицание историчности Иисуса в прошлом и настоящем»; «Происхождение христианства из гностицизма» сыграли весьма значительную роль в установлении этого воззрения.
В СССР историчность Христа отрицали такие учёные, как: Абрам Ранович, Роберт Виппер, Сергей Ковалёв, Яков Ленцман, Иосиф Крывелёв. Попутно отрицалось существование и многих других библейских персонажей: Авраама, Моисея, Иисуса Навина, апостола Петра, апостола Павла и т. д.
Взгляды учёных, которые полностью отвергали историчность Иисуса, проанализированы в работе американского историка Вила Дюранта (англ. Will Durant) «Цезарь и Христос», впервые опубликованной в 1944. Их доводы против историчности Иисуса основаны на предполагаемом отсутствии очевидцев евангельских событий, отсутствии прямых археологических доказательств, отсутствии античных текстов, упоминающих Иисуса, а также на сходстве элементов раннего христианства с современной ему религией и мифологией.
В XX — начале XXI века аргументы в пользу неисторичности Иисуса высказывают такие американские и британские историки и филологи, как Джордж Альберт Уэллс (англ. George Albert Wells), Эрл Доэрти (англ. Earl Doherty), Д. М. Мёрдок (Acharya S), Тимоти Фрик (англ. Timothy Freke) и Питер Гэнди (англ. Peter Gandy), такие теологи, как Роберт Прайс (англ. Robert M. Price) и Томас Томпсон (англ. Thomas L. Thompson), математик и логик Бертран Рассел, а также писатели и учёные, представляющие движение «Новый атеизм»: биолог Ричард Докинз, физик Виктор Стенджер и др.
Однако большинство исследователей новозаветных текстов и раннехристианской истории по-прежнему не принимают тезис об Иисусе как мифе. Согласно мнению британского теолога Герберта Джорджа Вуда (англ. Herbert George Wood) (1879—1963), у данной теории имеются методологические проблемы:
«…Диалектический процесс, посредством которого теория „Христос—миф“ дискредитирует себя, основан на том простом факте, что вы не можете доказать эту теорию без неправильного обращения с фактами».
Одни полагают, что «аргументы в пользу несуществования Иисуса недостойны какого-либо ответа», другие — что подобные исследования сами по себе являются напрасной тратой времени: так, британский теолог из Вестминстерского аббатства Н. Т. Райт (англ. N.T. Wright) уподобил сторонников теории мифа профессиональному астроному, рассуждающему на тему «создана ли Луна из сыра», а другой британский теолог, Джеймс Дан (англ. James Dunn), охарактеризовал теорию мифического Христа как «совершенно мёртвый тезис».